# Al Foster
Al Foster (ur. 18 stycznia 1943 w Richmond, zm. 28 maja 2025 w Nowym Jorku) – amerykański perkusista jazzowy. Od 1972 do 1985 członek zespołu Milesa Davisa.